# Entomobrya
Entomobrya Rondani, 1861 es un género de colémbolos de la familia Entomobryidae Schäffer, 1896. El género fue descrito por primera vez por Rondani en 1861. Se puede encontrar en todo el mundo.

## Especies
Hay alrededor de 270 especies.
- Entomobrya albocincta (Templeton, 1835)
- Entomobrya aniwaniwaensis Salmon, 1941
- Entomobrya anthema Wray, 1962
- Entomobrya arnaudi Wray, 1953
- Entomobrya arula Christiansen and Bellinger, 1980
- Entomobrya assuta Folson, 1924
- Entomobrya atrocincta Schott, 1896
- Entomobrya bicolor Guthrie, 1903
- Entomobrya californica (Schott, 1891)
- Entomobrya cingula Boener, 1906
- Entomobrya clitellaria Guthrie, 1903
- Entomobrya comparata Folsom, 1919
- Entomobrya confusa Christiansen, 1958
- Entomobrya decemfasciata (Packard, 1873)
- Entomobrya dissimilis Noniez, 1894
- Entomobrya duolineata Bueker, 1939
- Entomobrya erratica Brown, 1932
- Entomobrya exalga (Salmon, 1942)
- Entomobrya gisini Christiansen, 1958
- Entomobrya griseoolivata (Packard, 1873)
- Entomobrya guthriei Mills, 1931
- Entomobrya haikea Christiansen and Bellinger, 1992
- Entomobrya hihiu Christiansen and Bellinger, 1992
- Entomobrya insularis Carpenter, 1904
- Entomobrya intermedia Brooks, 1993
- Entomobrya kalakaua Carpenter, 1904
- Entomobrya kea Christiansen and Bellinger, 1992
- Entomobrya kincaidi Folsom, 1902
- Entomobrya laguna Bacon, 1913
- Entomobrya laha Christiansen and Bellinger, 1992
- Entomobrya lanuginosa Nicolet, 1842
- Entomobrya ligata Folsom, 1924
- Entomobrya malena Christiansen and Bellinger, 1992
- Entomobrya marginata Tullberg, 1981
- Entomobrya mauka Christiansen and Bellinger, 1992
- Entomobrya mauna Christiansen and Bellinger, 1992
- Entomobrya mineola Folsom, 1924
- Entomobrya multifasciata
- Entomobrya multifasciatus (Tullberg, 1871)
- Entomobrya muscorum (Nicolet, 1842)
- Entomobrya nani Christiansen and Bellinger, 1992
- Entomobrya nicoleti (Lubbock, 1868) Brook, 1884
- Entomobrya nigriceps Mills, 1932
- Entomobrya nivalis (Linnaeus, 1758) (cosmopolitan springtail)
- Entomobrya nyhusae Christiansen and Bellinger, 1992
- Entomobrya panoanoa Christiansen and Bellinger, 1992
- Entomobrya perpulchra (Packard, 1873)
- Entomobrya powehi Christiansen and Bellinger, 1992
- Entomobrya puakea Christiansen and Bellinger, 1992
- Entomobrya purpurascens Packard, 1873
- Entomobrya quadrilineata Bueker, 1939
- Entomobrya sabulicola Mills, 1931
- Entomobrya sauteri Boener, 1909
- Entomobrya sinelloides Christiansen, 1958
- Entomobrya socia Denis, 1939
- Entomobrya spectabilis Reuter, 1892
- Entomobrya suzannae Scott, 1942
- Entomobrya triangularis Schott, 1896
- Entomobrya troglodytes Christiansen, 1958
- Entomobrya unostrigata Stach, 1930 (cotton springtail)
- Entomobrya washingtonia Mills, 1935
- Entomobrya zona Christiansen and Bellinger, 1980